# إسحاق نوريس
إسحاق نوريس (بالإنجليزية: Isaac Norris)‏ هو سياسي أمريكي، ولد في 3 أكتوبر 1701 في الولايات المتحدة، وتوفي في 13 يونيو 1766.